# Palaeothespis stictus
Palaeothespis stictus är en bönsyrseart som beskrevs av Zhou och Shen 1992. Palaeothespis stictus ingår i släktet Palaeothespis och familjen Thespidae. Inga underarter finns listade i Catalogue of Life.